# Johann III. (Ostfriesland)
Johann III. aus dem Hause Cirksena (* 1566 in Aurich; † 23. Januar 1625 in Rietberg) war der jüngere Bruder des Grafen Enno III. von Ostfriesland. Er begründete die katholische Nebenlinie der Cirksena in der westfälischen Grafschaft Rietberg, das so genannte Haus Ostfriesland.
Johann verheiratete sich 1601 mit Sabina Catharina, der Tochter seines Bruders Enno. Diese hatte im Berumer Vergleich das Erbe der Grafschaft Rietberg zugesprochen bekommen, das über ihre Mutter Walburg von Rietberg zusammen mit dem Harlingerland an die Familie Cirksena gekommen war. Johann war schon früh zum katholischen Glauben zurückgekehrt. Die Heirat zwischen den nahen Verwandten fand nach päpstlicher Erlaubnis (Dispens) statt.
Zusammen mit seiner 1601 ebenfalls katholisch gewordenen Frau machte er die Reformation in der Grafschaft Rietberg wieder rückgängig. Durch seine katholische Konfession standen ihm nun Tür und Tor für eine Karriere in kaiserlichem Dienst offen. So wurde er Offizier in kaiserlichen und spanischen Diensten. Auch eroberte Johann für den Paderborner Fürstbischof Dietrich von Fürstenberg 
1604 dessen protestantische Bischofsstadt zurück und war dabei auch nicht unschuldig an Gräueltaten an der Bevölkerung.
Dass Johann nicht nur aus politischen Gründen konvertiert war, zeigte die Stiftung eines Franziskanerklosters in Rietberg. Nach dem Tod seiner Frau im Kindbett bei der Geburt ihres elften Kindes im Jahr 1618 regierte Johann die Grafschaft Rietberg bis zu seinem eigenen Tod im Jahr 1625. Er ließ seine Residenz Schloss Rietberg mit modernen Festungswerken versehen und das Hauptgebäude im Stil der Weserrenaissance umgestalten.

## Familie
Johann Cirksena war mit Sabina Catharina Cirksena verheiratet, Erbin der Grafschaft Rietberg. Aus dieser Ehe gingen elf Kinder hervor:
- Edzard (* 2. Februar 1602, † 28. März 1603)
- Anna Walburgis (* 27. Oktober 1603, † 29. November 1604)
- Catharina Maria (* 28. Oktober 1604, † ?), verheiratet mit dem Marquis von Warenbon
- Ernst Christoph, (* 1. April 1606, † 31. Dezember 1640), 1625–1640 Graf von Rietberg, Vizemarschall, verheiratet mit Albertine Maria Marquise de St. Martin
- Enno Philipp (* 23. März 1608, † 14. Mai 1636), Domherr in Köln, Straßburg und Paderborn
- Leopold (* 23. November 1609, † 14. November 1635), Domherr in Köln, Straßburg und Paderborn
- Walburgis Maria (* 8. Mai 1612, † 13. Juni 1613)
- Ferdinand Franz (* 4. Oktober 1613, † 27. Juni 1648), Domherr in Köln, Magdeburg, Straßburg und Halberstadt
- Clara Sophia (* 7. März 1615, †? )
- Anna Clara (* 30. Mai 1616, † ?)
- Johann IV. (* 31. Mai 1618, † 7. August 1660), 1640–1660 Graf von Rietberg, verheiratet mit Anna Catharina Gräfin zu Salm-Reifferscheidt